# Italieni
Italieni – wieś w Rumunii, w okręgu Dolj, w gminie Bucovăț. W 2011 roku pozostawała niezamieszkana.